# 郭钦光
郭钦光（1895年7月—1919年5月7日），原名郭书鹏，字步程，男，广东文昌翁田镇（今属海南）人，中国五四运动烈士。

## 生平
郭钦光1895年7月生于翁田镇，1907年毕业于罗峰高等小学，数年后考入广东初级师范学校，1916年毕业，1917年又考入北京大学文预科。1919年5月4日，郭钦光抱病参加了示威游行，三日后病逝。

## 影视形象
《觉醒年代》郭心刚（高爽饰）。